# Heliolais
Heliolais was een geslacht van zangvogels uit de familie Cisticolidae. De enige soort: Prinia erythroptera (roodvleugelprinia) staat sinds 2020 als soort uit het geslacht Prinia op de IOC World Bird List.